# Vilémovice (Vysočina)
Vilémovice é uma comuna checa localizada na região de Vysočina, distrito de Havlíčkův Brod.